# Beatyfikowani i kanonizowani Kościoła katolickiego w 2010 roku
W 2010 roku na ołtarze zostało wyniesionych 13 błogosławionych i 6 świętych:
23 stycznia
- bł. Józef Samsó y Elias

18 kwietnia
- bł. Bernard Franciszek de Hoyos

25 kwietnia
- bł. Anioł Paoli
- bł. Józef Tous y Soler

22 maja
- bł. Teresa Manganiello

30 maja
- bł. Maria Pierina de Micheli

6 czerwca
- bł. Jerzy Popiełuszko

12 czerwca
- bł. Manuel Lozano Garrido

13 czerwca
- bł. Alojzy Grozde

27 czerwca 
- bł. Stephen Nehmé

12 września
- bł. Leopold z Alpandeire

18 września
- bł. Maria Izabela Salvat y Romero

19 września
- bł. Gerhard Hirschfelder
- bł. Jan Henryk Newman

25 września
- bł. Klara Badano

3 października
- bł. Anna Maria Adorni

17 października
- św. Stanisław Kazimierczyk
- św. Kandyda Maria od Jezusa
- św. Maria MacKillop
- św. Kamila Baptysta Varano
- św. Julia Salzano
- św. Andrzej Bessette

6 listopada
- bł. Maria Barbara Maix